# خطای گردکردن
خطای گرد کردن یا خطای نمایش اعداد (round-off error) اختلاف بین مقدار دقیق اعداد و مقدار تقریبی محاسبه شده آنها است. این خطا به خاطر محدودیت در ذخیره ارقام بسط اعشاری آنها روی می‌دهد.

## روش گرد کردن
هرگاه بخواهیم یک عدد را تا n رقم اعشار گرد کنیم:
اگر رقم (n+۱)ام اعشار این عدد کمتر از ۵ باشد؛ در این صورت رقم (n+۱)ام اعشار و تمام ارقام بعد از آن را حذف می‌کنیم. اما هرگاه رقم (n+۱)ام اعشار بیشتر یا برابر ۵ باشد یک واحد به رقم nام اعشار اضافه نموده و رقم (n+۱)ام و ارقام بعد از آن را حذف می‌نماییم. بنابراین قانون، خطای گرد کردن همواره کمتر یا برابر ۰/۵ × ده به توان (n-) است.